# Il roseto
Il roseto è un'opera prosastica-poetica scritta da Saˁdi, ritenuta dai critici letterari una delle più significative della letteratura persiana classica, oltreché una delle più popolari.

## Caratteristiche e contenuto

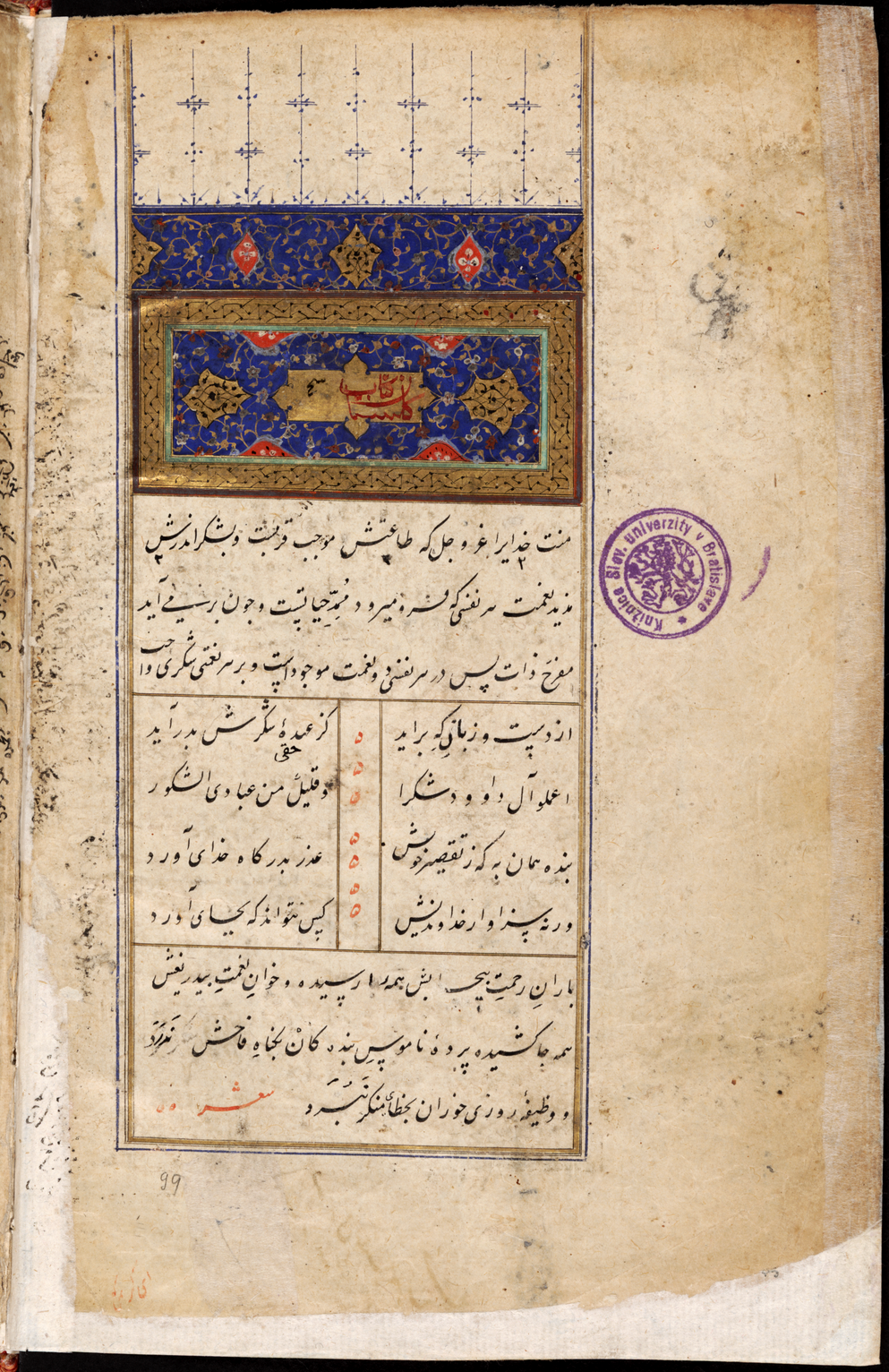
Una pagina di prefazione

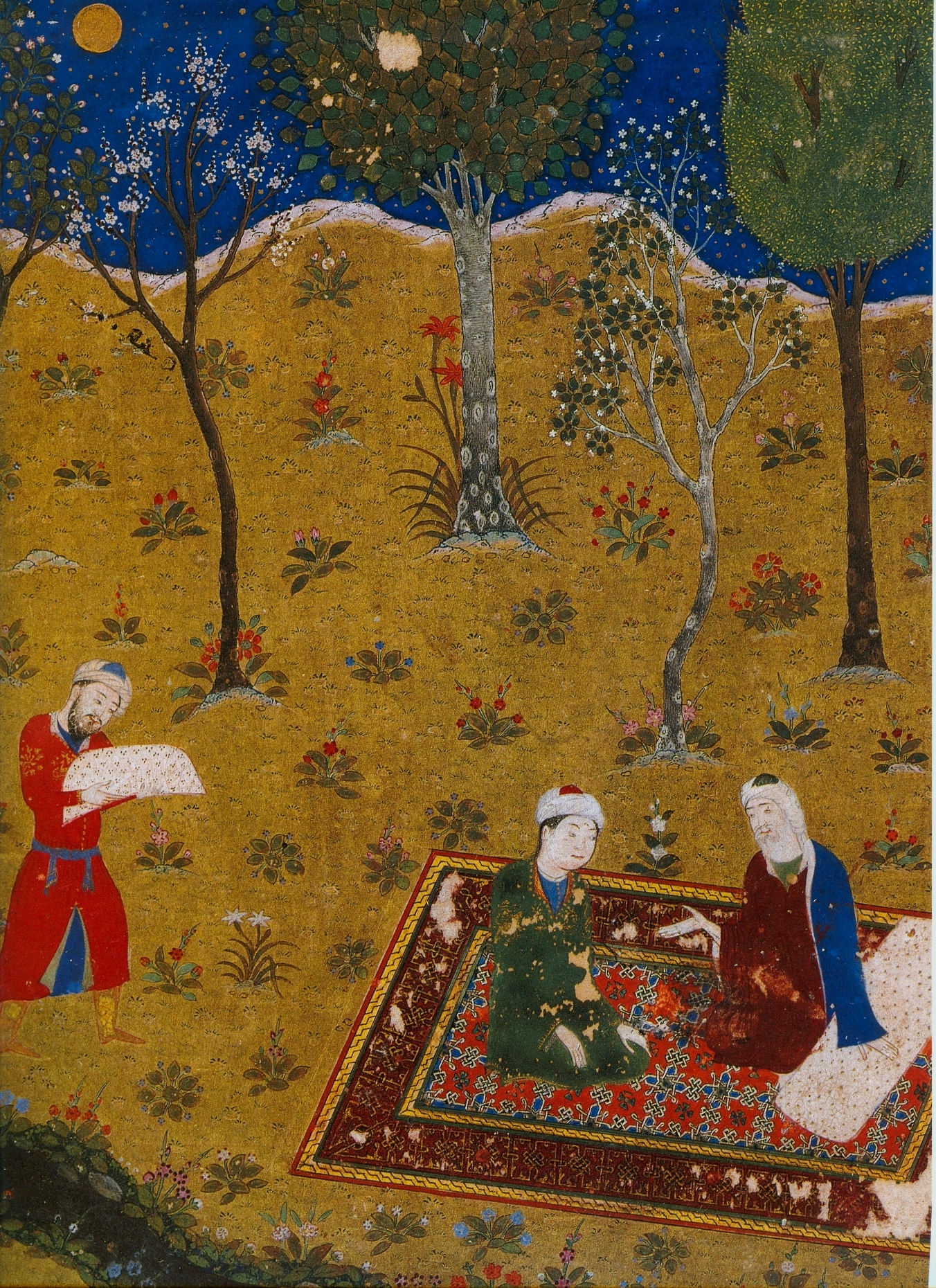
Il poeta Sa'di conversa di notte con un giovane amico nel giardino. Miniatura dal Gulistan. Herat, 1427, Dublino

Il libro è costituito da 8 capitoli – ognuno dei quali contiene dei racconti istruttivo-educativi –, introdotto da una gustosa prefazione. I racconti esplorano le maggiori questioni delle varie tipologie umane, con uno spirito ottimistico, ma anche satirico.
Il testo è in prosa ritmica, espresso in modo chiaro ed elegante, sintetico ma allo stesso tempo fertile e bilanciato. L'autore riuscì ad esprimere tutte le grandi potenzialità della lingua persiana, sia per le forme sia per lo stile.
Le tematiche affrontate dall'autore furono la condotta dei re, lo stato di derviscio, i pregi dell'accontentarsi, l'utilità del tacere, la giovinezza e l'amore, la debolezza e la vecchiaia, gli effetti dell'educazione, assieme a degli apoftegmi vari.
Molti degli aforismi contenuti dell'opera sono diffusi anche nel mondo occidentale.
Il Gulistan ha ispirato molti intellettuali e scrittori di tutto il mondo: per quanto riguarda l'Occidente sia sufficiente citare La Fontaine, Voltaire – che tradusse lui stesso l'opera in lingua francese –, William Jones, Ralph Waldo Emerson.

## Traduzioni

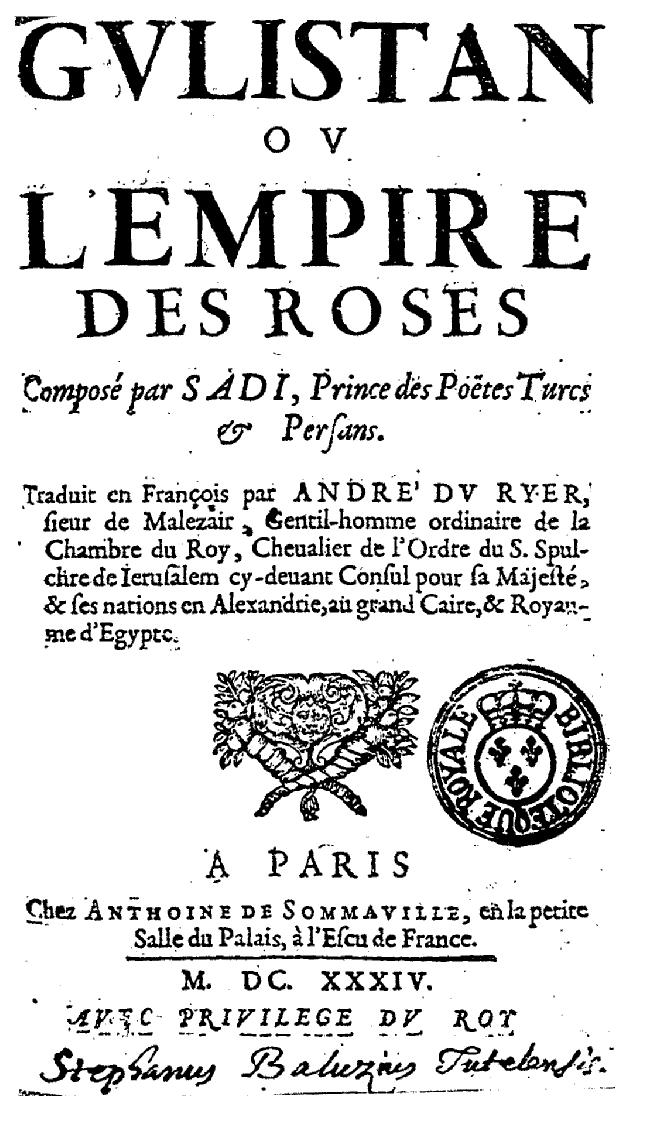
Frontespizio della traduzione di André du Ryer

Il roseto venne introdotto in Occidente dalla traduzione francese di André du Ryer nel 1634. Friedrich Ochsenbach si basò su questo lavoro per tradurla in lingua tedesca due anni dopo. In seguito Georgius Gentius produsse una versione in latino nel 1651.
Il Gulistan è stato tradotto in svariate lingue. È stato tradotto in lingua inglese innumerevoli volte: Stephen Sullivan (Londra, 1774), James Dumoulin (Calcutta, 1807), Francis Gladwin (Calcutta, 1808, prefazione di Ralph Waldo Emerson), James Ross (Londra, 1823), S. Lee (Londra, 1827), Johnson (Londra, 1863), John T. Platts (Londra, 1867), Edward Henry Whinfield (Londra, 1880), Edwin Arnold (Londra, 1899), Launcelot Alfred Cranmer-Byng (Londra, 1905), Celwyn E. Hampton (New York, 1913) e Arthur John Arberry (Londra, 1945). Più recentemente si possono citare le traduzioni di Omar Ali-Shah (1997) e di Wheeler M. Thackston (2008).